# Coelichneumon phaenomenon
Coelichneumon phaenomenon là một loài tò vò trong họ Ichneumonidae.